# Johannes Andreas Grib Fibiger
Johannes Andreas Grib Fibiger (Silkeborg, 23 april 1867 – Kopenhagen, 30 januari 1928) was een Deense wetenschapper die in 1926 de Nobelprijs voor Fysiologie of Geneeskunde kreeg. Fibiger claimde dat hij een organisme had gevonden dat hij Spiroptera carcinoma noemde dat kanker in muizen en ratten zou veroorzaken. Later bleek dit specifieke organisme niet de belangrijkste oorzaak van de tumoren te zijn. Hierom beschouwen sommigen Fibigers Nobelprijs als onverdiend, anderen geven Fibiger de eer dat hij liet zien dat externe stimuli kanker kunnen veroorzaken.

## Biografie
Fibiger was de zoon van de praktiserende huisarts Christian Emanuel August Fibiger en Christine Dorothea Michelle Elfride Müller, een schrijfster. Hij studeerde geneeskunde aan de Universiteit van Kopenhagen, waar hij in 1883 zijn bachelordiploma verkreeg en hij zich kwalificeerde als arts in 1890. Hij studeerde onder Robert Koch en Emil Adolf von Behring in Berlijn. Terwijl hij als legerarts werkzaam was in het Blegdams Hospitaal van 1894 tot 1897 voltooide hij in 1895 zijn promotie. Daarna was hij meer dan dertig jaar als hoogleraar pathologie verbonden aan de Universiteit van Kopenhagen.
Fibiger trad in 1894 in het huwelijk met zijn nicht Mathilde Fibiger (1863-1954), die onderwijzeres was; uit dit huwelijk werd een dochter, Asta Betty, geboren. Hij overleed op zestigjarige leeftijd na een kort ziekbed in Kopenhagen.

## Onderzoek
Bij zijn onderzoek naar tuberculose in labratten, vond Fibiger tumoren in sommige van zijn ratten. Hij ontdekte dat deze tumoren samenhingen met parasitische nematode wormen die in kakkerlakken leefden die de ratten hadden gegeten. Hij dacht dat deze organismen de oorzaak van de kanker waren geweest. De ratten leden echter aan vitamine A tekort en dit was de belangrijkste reden voor de tumoren. De parasieten hadden alleen de weefselirritatie veroorzaakt die de beschadigde cellen tot kanker aanzette; elke weefselirritatie had de tumoren doen veroorzaken. Hoewel de link tussen de parasiet en kanker later relatief onbelangrijk bleek, was het idee dat weefselschade een oorzaak van kanker was een belangrijke vooruitgang in het kankeronderzoek.